# Known Traveller Digital Identity
Known Traveller Digital Identity (auf Deutsch etwa: „Digitale Identität für bekannte Reisende“) ist ein internationales Projekt des World Economic Forum, um die digitale Erkennung von Reisenden an Flughäfen, Bahnhöfen und Hotels zu ermöglichen. Ziel ist, angesichts zunehmender Mobilität und steigender Risiken dafür zu sorgen, dass Reisen reibungslos und sicher verlaufen. Zu diesem Zweck arbeiten Regierungen, internationale Organisationen, Fluggesellschaften, Hotelbetreiber, Finanzdienstleister und Technologie-Firmen zusammen. Das Projekt setzt auf Biometrie, Blockchain, Kryptographie und mobile Endgeräte. Vorgeschlagen wird, sowohl biometrische und biographische Daten auszuwerten als auch Daten, die sich auf vorangegangene Reisen beziehen („verified personal biometric, biographic and historic travel data“).

## Akteure
Akteure eines Pilotprojektes sind neben dem World Economic Forum die Regierungen Kanadas und der Niederlande, die Fluggesellschaften Air Canada und KLM Royal Dutch Airlines sowie die Flughäfen Montréal-Trudeau International Airport, Toronto Pearson International Airport und Amsterdam Airport Schiphol. Unterstützung leisten die Unternehmensberatung Accenture sowie die Technologiefirmen Vision Box und Idemia. Beratend sind beteiligt (“serve in an advisory group”) die Unternehmen Amadeus, Google, Visa, Marriott, NEC, SAP Concur, Sedicii und Zurich Insurance Group, außerdem das US Department of Homeland Security, das US Department of Commerce, Interpol, das Mexico National Migration Institute, UK National Crime Agency, United Nations Counter Terrorism Executive Directorate, World Travel & Tourism Council und World Tourism Organisation.

## Historie
Ein erstes Konzept wurde im Jahr 2015 von einer Arbeitsgruppe formuliert. Im Juni 2019 erklärten das World Economic Forum sowie die Regierungen Kanadas und der Niederlande in Montréal, ein Pilotprojekt für papierlosen Reiseverkehr zu starten. Das Pilotprojekt zwischen Kanada und den Niederlanden begann 2021 und wurde Ende 2022 wieder eingestellt. Seitens der Niederlande gibt es keine weiteren Pläne das Projekt zu verfolgen.

## Datenschutz
“This Known Traveller Digital Identity concept is founded on the principle that an individual traveller has control over the use of their own identity and its components.” (Auf Deutsch: „KTDI gründet auf dem Prinzip, dass der individuelle Reisende die Kontrolle über die Verwendung seiner Identität und deren Bestandteile hat.“) Reisende sollen während einer Reise von Regierungen und privaten Unternehmen erfahren können, welche ihrer personenbezogenen Daten dort gespeichert werden. Die Daten sollen dezentral verarbeitet und gespeichert werden.

## Kritik
Jan Penfrat vom Datenschutzverband European Digital Rights erklärt laut ZEIT Online: Es sei zu begrüßen, wenn Individuen im Rahmen von KTDI die Hoheit über ihre Daten behalten und sich z. B. weigern können, ihr Gesicht scannen zu lassen. Doch möglicherweise nutze ihnen dies beim Reisen nichts. „An einer Landesgrenze herrscht eine asymmetrische Machtverteilung“, so Penfrat. Die Behörde entscheide, ob jemand einreisen darf. Und je weniger Daten der Reisende freigebe, desto verdächtiger mache er sich womöglich. Penfrath erklärt: „Das Problem entsteht, wenn Menschen keine Wahl haben, ob ihr Gesicht gescannt wird, und wenn große Datenbanken mit biometrischen Informationen angelegt werden.“ Der Journalist Thomas Kruchem verweist in einem Radiobeitrag für SWR2 auf grundsätzliche Bedenken: „Das Konzept transnationaler digitaler Identität bahne den Weg in die totale und globale Überwachung.“